# Крахельская, Кристина

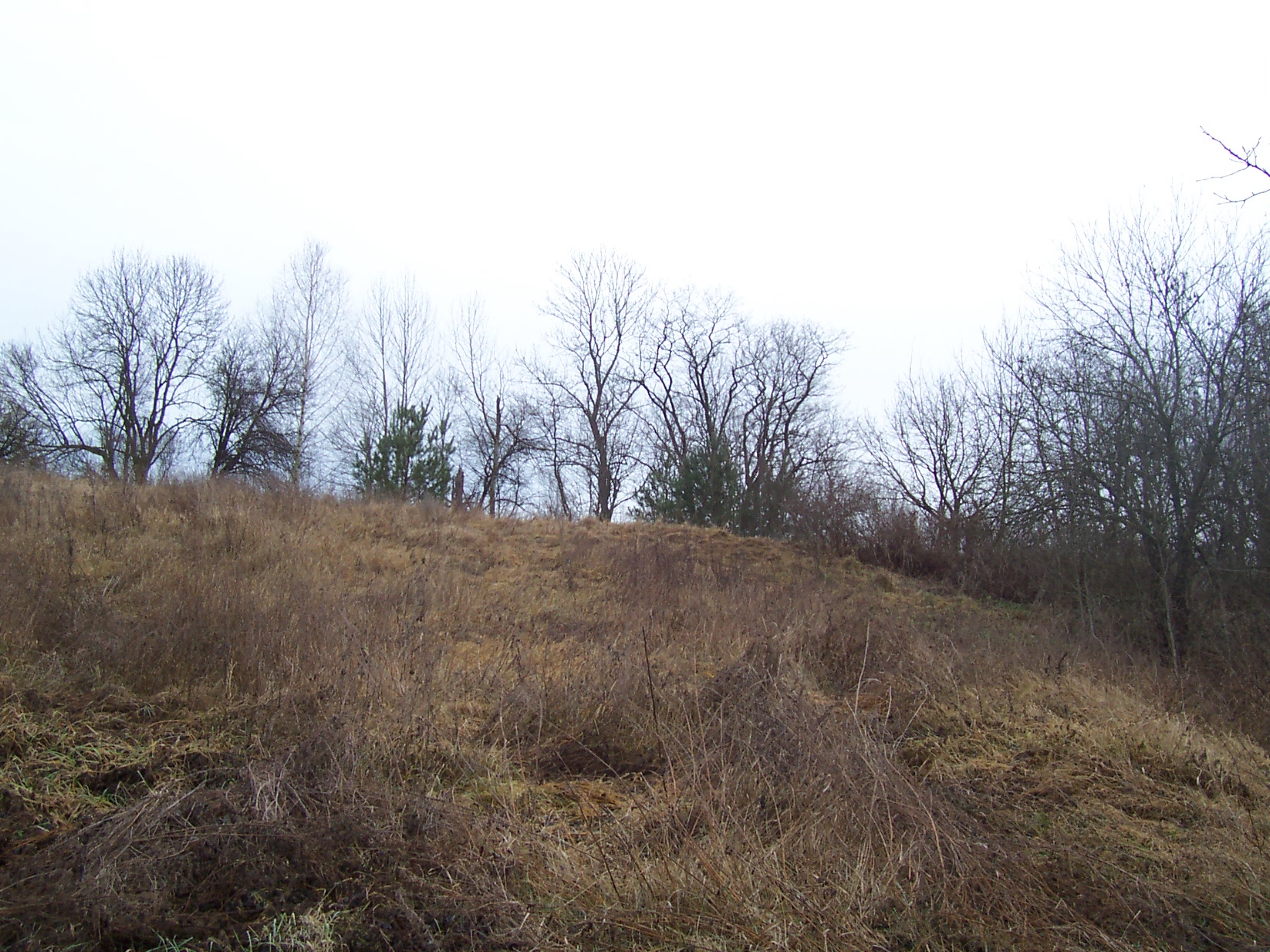
Место, где находилось поместье семьи Крахельских, в Мазурках

Кристи́на Крахе́льская (польск. Krystyna Krahelska, 24 марта 1914 — 2 августа 1944) — польская этнограф-фольклорист, поэтесса, участница Сопротивления, племянница Ванды Крахельской-Филипович.

## Семья
Родилась в семье инженера Яна Крахельского и биолога Янины Буры, в семейном поместье Мазурки Слуцкого уезда Минской губернии. Семья придерживалась лево-социалистических взглядов: её сестра Галина, писательница, эсэрка — участница Октябрьской революции, двоюродная сестра Ванда, художница, польская социалистка — участница покушения на варшавского генерал-губернатора Г. А. Скалона. Впоследствии обе участвовали в польском Сопротивлении: Ванда — одна из организаторов Комитета помощи евреям, Галина — участница Варшавского восстания, погибла в концлагере Равенсбрюк.

## Юность
После поражения Слуцкого восстания, в 1921 году с родителями переехала на польскую территорию. В 1928—1932 годах в организации харцеров (польских скаутов), где была командиром отряда зухов (скаутов младшего возраста); в 1931 году участвовала в слете славянских скаутов в Праге. В 1932 году окончила гимназию им. Ромуальда Траугутта в Бресте и тогда же поступила на Гуманитарный факультет Варшавского университета, где изучала историю, географию и этнографию, в частности у Цезарии Бодуэн де Куртенэ. Исследовала белорусский фольклор, исполняла фольклорные песни на варшавском и виленском радио. В 1939 году защитила магистерский диплом под названием: «Этнографическая монография о деревне Мазурки, Барановичского повята Новогрудского воеводства».

## Участие в Сопротивлении
Во время оккупации жила главным образом в Варшаве и Пулавах, работала лаборанткой на агрономическом факультете Варшавского университета (Instytucja Gospodarstwa Wiejskiego), а также вместе с матерью — в госпитале своего отца в Влодаве. Член подпольной Армии Крайовой (псевдоним «Данута»). В январе 1943 года для бойцов полка АК «Baszta» («Башня»), сформированного в харцерских кругах варшавского района Жолибож, написала песню «Hej, chłopcy, bagnet na broń!» («Эй, ребята, примкнуть штыки!»). Песня была тогда же исполнена во время подпольного концерта на квартире создателя полка поручика Людвика Бергера (вскоре погибшего) и опубликована в подпольном журнале «Bądź Gotów» («Будь готов»), затем неоднократно перепечатывалась в повстанческих изданиях; она приобрела большую популярность и стала одним из музыкальных символов Варшавского восстания 1944 г..

## Участие в восстании и гибель
В Варшавском восстании была санитаркой 1108-го взвода 3-го эскадрона 1-го дивизиона «Олень» 7-го полка Любельских уланов Армии Крайовой. В начале восстания (17.00 1 августа 1944) её взвод предпринял штурм Дома Печати; штурм оказался неудачным, взвод отступил на Мокотовское поле. Кристина вынесла в с поля боя двух раненых, после чего сама была тяжело ранена тремя пулями в грудь и осталась лежать под обстрелом на Мокотовском поле. Её вынесли лишь с наступлением темноты; она была прооперирована, но к четырём часам утра 2 августа скончалась. Посмертно награждена Крестом Сражающихся.
Похоронена на Служевском кладбище в Варшаве.

## Интересный факт

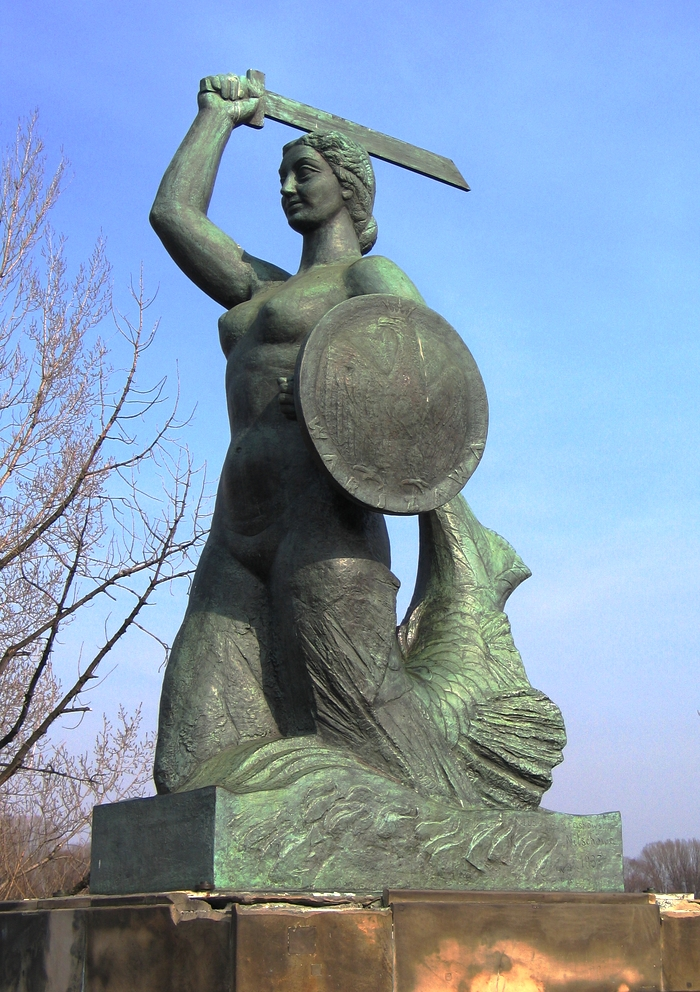
Памятник Варшавской сиренке с лицом К. Крахельской

Кристина Крахельская послужила моделью для памятника Варшавской сиренке, открытого в Варшаве в 1938, созданного выдающимся польским скульптором Людовикой Нитсховой.